# Sankhenre Sewadjtu
Sankhenre Sewadjtu là vị pharaon thứ 34 của vương triều thứ 13 trong Thời kỳ Chuyển tiếp thứ Hai. Sewadjtu đã cai trị từ Memphis, bắt đầu vào năm 1675 TCN và trong một khoảng thời gian là 3 năm và 2 tới 4 tháng.

## Chứng thực
Sankhenre Sewadjtu không xuất hiện trong các ghi chép lịch sử đương thời, và chỉ được chứng thực duy nhất bởi cuộn giấy cói Turin. Điều này có thể là do ông cai trị Ai Cập vào thời điểm sự kiểm soát của vương triều thứ 13 đối với toàn bộ Ai Cập đã suy giảm. Ông được liệt kê là người kế vị của Ini trong cuộn giấy cói Turin, trên cột thứ 7 hàng thứ 5, và được ghi lại là có một triều đại kéo dài 3 năm và 2 tới 4 tháng trong văn kiện này.
Kim Ryholt đề xuất rằng Sankhenre Sewadjtu được chứng thực trong bản danh sách vua Karnak dưới một cái tên khác do một lỗi ghi chép. Quả thực, hai tên ngai Sewadjenre và hai tên ngai Snefer[...]re đã được ghi lại trong bản danh sách này nhưng Ryholt chỉ ra rằng, trong mỗi trường hợp chỉ có duy nhất một vị vua với tên ngai như vậy được biết tới. Do đó Ryholt đề xuất rằng hai tên còn lại đề cập tới Sankhenre Sewadjtu và Seankhenre Mentuhotepi. Quả thực, Ryholt chú giải rằng wadj, nfr và ankh gần giống nhau theo cách viết bằng chữ thầy tu.

## Vị trí trong biên niên sử
Vị trí chính xác thuộc biên niên sử của Sankhenre Sewadjtu trong vương triều thứ 13 không được biết chắc chắn do sự không chắc chắn ảnh hưởng tới các vị vua đầu tiên của vương triều này. Darrell Baker xác định ông là vị pharaon thứ 34 của vương triều này, Kim Ryholt xem ông là vị vua thứ 35 và Jürgen von Beckerath đặt ông là vị pharaon thứ 29 của vương triều này.